# ادیسون آلوز
ادیسون آلوز (پرتغالی: Addison Alves؛ زادهٔ ۲۰ مارس ۱۹۸۱) بازیکن فوتبال اهل برزیل است.

## باشگاهی
از باشگاه‌هایی که در آن بازی کرده‌است می‌توان به باشگاه فوتبال هرکولس و باشگاه فوتبال جومپسری یونایتد اشاره کرد.